# Opstalboomska Liga
Slobodni Frizi (zapravo sitno plemstvo) i grad Groningen ustanovili su Opstalboomsku Ligu, kao jednu organizaciju kojom bi se usprotivili feudalizmu.
Rečenu Ligu su činili Friesland, pokrajina Groningen, Istočna Frizija, Dithmarschen i ostali dijeli na njemačkoj i danskoj sjevernomorskoj obali. 
Ali, Opstalboomska Liga se nije sastojala samo od Friza. Područje Zevenwoudena je bilo sasko, kao i grad Groningen. Dijel Friza je živio pod vlašću Holandskih grofova u Zapadnom Frieslandu.  
Opstalboomska Liga nije bila uspješna. Kolabirala je nakon par godina neprekidnih unutarnjih previranja.